# کادیش
کادیش (انگلیسی: Kadysh) یک شهرک در شهرستان بلورتسکی باشقیرستان کشور روسیه است.